# Jackie McWilliams
Jackie McWilliams, née le 18 février 1964 à Ballymoney, est une joueuse britannique de hockey sur gazon.
Elle fait partie de l'équipe de Grande-Bretagne de hockey sur gazon féminin médaillée de bronze des Jeux olympiques de 1992 à Barcelone.